# Santa je úchyl!
Santa je úchyl! (v anglickém originále Bad Santa) je americká filmová komedie z roku 2003. Režisérem filmu je Terry Zwigoff. Hlavní role ve filmu ztvárnili Billy Bob Thornton, Tony Cox, Brett Kelly, Lauren Graham a Lauren Tom.
Sequel Santa je pořád úchyl měl premiéru 23. listopadu 2016.

## Ocenění
Billy Bob Thornton byl za svou roli v tomto filmu nominován na Zlatý glóbus.

## Obsazení
| Billy Bob Thornton | Willie T. Stokes |
| Tony Cox           | Marcus           |
| Brett Kelly        | Thurman Merman   |
| Lauren Graham      | Sue              |
| Lauren Tom         | Lois             |
| Bernie Mac         | Gin Slagel       |
| John Ritter        | John Chipeska    |
| Octavia Spencer    | Opal             |